# Fastighetstekniker
Fastighetstekniker är en fackman som arbetar med drift, skötsel och underhåll av fastigheters tekniska system, främst värme- och ventilationssystem. Dessa system är vanligen datorstyrda för att optimera inomhusklimatet samtidigt som energiförbrukningen hålls nere. 
En lämplig utbildning för att bli fastighetstekniker är gymnasiets treåriga VVS- och fastighetsprogram (tidigare Energiprogrammet) med inriktning Fastighet.
Fastighetstekniker kan vara anställda av bostadsföretag, eller företag som i sin tur säljer tjänster till bostadsföretag. En annan vanlig arbetsgivare är kommuner, som äger många stora fastigheter (till exempel skolor, gruppbostäder, simhallar och idrottsanläggningar).